# Mikkel Bødker
Mikkel Bødker (ur. 16 grudnia 1989 w Brøndby) – duński hokeista, reprezentant Danii, olimpijczyk.
Jego brat Mads (ur. 1987) został również hokeistą.

## Kariera
- Rødovre SIK (2004-2005)
- Frölunda J18 (2005-2007)
- Frölunda J20 (2005-2007)
- Frölunda (2005-2007)
- Kitchener Rangers (2007-2008)
- Phoenix Coyotes / Arizona Coyotes (2008-2016)
  -  San Antonio Rampage (2009-2011)
  -  Lukko (2012-2013)
- Colorado Avalanche (2016)
- San Jose Sharks (2016-2018)
- Ottawa Senators (2018-2020)
- HC Lugano (2020-2022)
- HV71 (2022-2023)

Wychowanek Rødovre IK. W drafcie NHL z 2008 został wybrany przez Phoenix Coyotes (runda 1, numer 8 - tym samym jest najwyżej wybranym Duńczykiem w historii draftu NHL; wcześniej był nim jego dawny kolega z drużyny, Lars Eller). Od 2008 roku jest zawodnikiem Coyotes, w latach 2009-2011 tymczasowo przekazywany do klubu farmerskiego San Antonio Rampage. W sierpniu 2011 roku przedłużył kontrakt z Phoenix Coyotes o dwa lata. Od września 2012 do stycznia 2013 roku na okres lokautu w sezonie NHL (2012/2013) związany kontraktem z fińskim klubem Lukko. We wrześniu 2013 przedłużył kontrakt z Phoenix Coyotes o dwa lata, a w lipcu 2015 o rok z przemianowanym klubem Arizona Coyotes. Od końca lutego 2016 zawodnik Colorado Avalanche. Od lipca 2016 zawodnik San Jose Sharks, związany czteroletnim kontraktem. W czerwcu 2018 przeszedł do Ottawa Senators. W maju 2020 został zawodnikiem szwajcarskiego HC Lugano. Następnie, od czerwca 2022 do maja 2023 był zawodnikiem szwedzkiego HV71.
Uczestniczył w turniejach mistrzostw świata w 2009, 2011, 2014, 2018, 2019, 2021, zimowych igrzysk olimpijskich 2022. W barwach zespołu Europy brał udział w turnieju Pucharu Świata 2016.

## Sukcesy
Reprezentacyjne
- Awans do mistrzostw świata do lat 18 Dywizji I: 2007
- Finał Pucharu Świata: 2016 z kadrą Europy

Klubowe
- Srebrny medal mistrzostw Szwecji: 2006 z Frölunda
- J. Ross Robertson Cup: 2008 z Kitchener Rangers
- Wayne Gretzky Trophy: 2008 z Kitchener Rangers
- Hamilton Spectator Trophy: 2008 z Kitchener Rangers
- Holody Trophy: 2008 z Kitchener Rangers

Indywidualne
- Mistrzostwa świata do lat 18 w hokeju na lodzie mężczyzn 2007#I Dywizja Grupa B:
  - Trzecie miejsce w klasyfikacji strzelców turnieju: 4 gole[11]
  - Pierwsze miejsce w klasyfikacji asystentów turnieju: 7 asyst[12]
  - Pierwsze miejsce w klasyfikacji kanadyjskiej turnieju: 11 punktów[13]
  - Najlepszy napastnik turnieju[14]
  - Najbardziej Wartościowy Zawodnik (MVP) turnieju[15]
- OHL / CHL 2007/2008:
  - Pierwszy skład gwiazd pierwszoroczniaków OHL
  - CHL Top Prospects Game
  - Pierwsze miejsce w klasyfikacji asystentów: 26 asyst
- NHL (2008/2009):
  - NHL YoungStars Roster
- Mistrzostwa Świata w Hokeju na Lodzie 2011/Elita:
  - Jeden z trzech najlepszych zawodników reprezentacji
- SM-liiga (2012/2013):
  - Najlepszy zawodnik miesiąca - listopad 2012
- Mistrzostwa Świata w Hokeju na Lodzie 2019/Elita:
  - Jeden z trzech najlepszych zawodników reprezentacji w turnieju[16]